# Pauesia ponderosaecola
Pauesia ponderosaecola är en stekelart som beskrevs av Pike och Jaroslav Stary 1996. Pauesia ponderosaecola ingår i släktet Pauesia och familjen bracksteklar. Inga underarter finns listade i Catalogue of Life.